# Chasnude e Paiã
Chasnude e Paiã ou somente Chasnude é uma vila do Afeganistão, localizada na província de Badaquexão. Está na confluência do Chasnude Dara e o Panje.